# Stora Skarnhålan
Stora Skarnhålan är en sjö i Ale kommun i Västergötland och ingår i Göta älvs huvudavrinningsområde. Sjön ligger i naturreservatet Ekliden i vildmarksområdet Risveden.